# 美国司法部诉谷歌案 (2023年)
美国司法部诉谷歌案是美国司法部于2023年1月24日对Google提起的一起反垄断案件。 美国司法部指控谷歌非法垄断广告市场，而且违反了休曼法案第1条和第2条。法院於2024年9月9日開庭審判，并于9月27日结束。 美国司法部首席检察官朱莉娅·塔弗·伍德 (Julia Tarver Wood) 表示，谷歌通過收购DoubleClick和AdMeld等广告软件公司，巩固了其在广告行业87%的市场份额，阻礙了竞争，有損消费者和廣告發佈商的利益。谷歌首席律师凯伦·邓恩表示，因为谷歌的产品“简单、实惠、有用”，所以人們會用Google的產品。